# Faculdade de Belas-Artes da Universidade de Lisboa
A Faculdade de Belas-Artes da Universidade de Lisboa (FBAUL) é uma instituição de ensino público universitário integrada na Universidade de Lisboa. É a escola superior de ensino artístico mais antiga de Portugal, dedicando-se ao ensino e investigação em Belas Artes (Áreas de Pintura, Escultura, Design de Equipamento, Design de Comunicação, Arte-Multimédia, Ciências da Arte e do Património e Desenho). Situa-se no centro histórico da cidade de Lisboa, no antigo Convento de São Francisco, Largo da Academia Nacional de Belas Artes, perto do Chiado.
Data de 1836 a criação da Academia de Belas-Artes, que desde a origem ficou instalada no Convento de São Francisco. A Escola de Belas-Artes de Lisboa surge em 1881 com a autonomização do sector de ensino da Academia (embora a sua criação efetiva date de 1925, ano da publicação do respetivo regulamento), passando, a partir de 1950, a denominar-se Escola Superior de Belas-Artes de Lisboa (ESBAL). A ESBAL foi integrada na Universidade de Lisboa em 1992, adotando a actual denominação. Desde 2013 a Faculdade apresenta uma oferta de 8 cursos de licenciatura, 12 cursos de mestrado e um curso de doutoramento com diversas especialidades.
As instituições que estiveram na origem da FBAUL e a própria Faculdade de Belas Artes da Universidade de Lisboa têm ocupado, desde a origem, um espaço de referência a nível nacional. Às sucessivas gerações que integraram os seus corpos docente e discente pertencem muitos dos artistas, arquitetos e designers mais relevantes do panorama cultural português.

## Historial

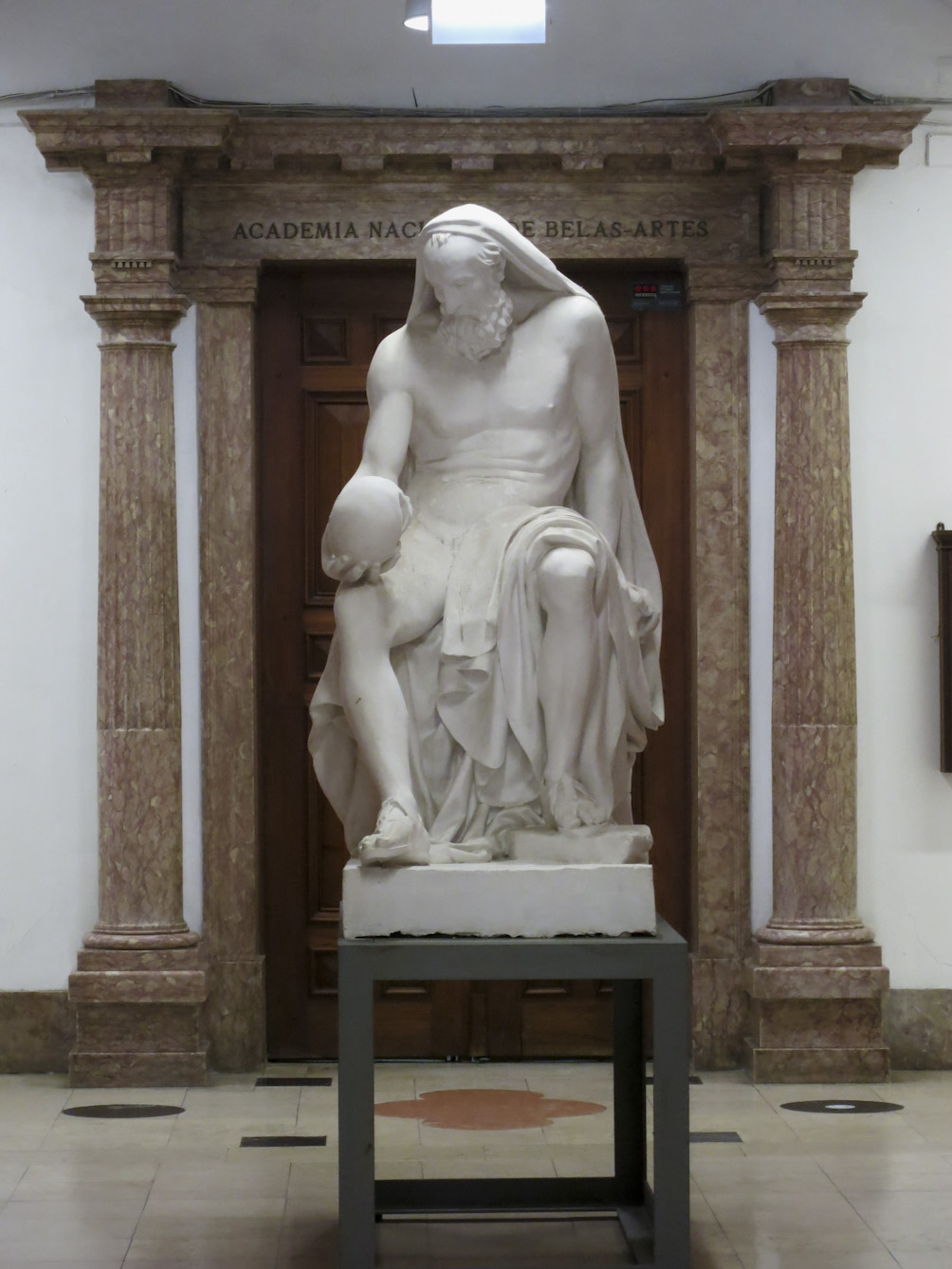
Piso de entrada da Faculdade de Belas-Artes da Universidade de Lisboa

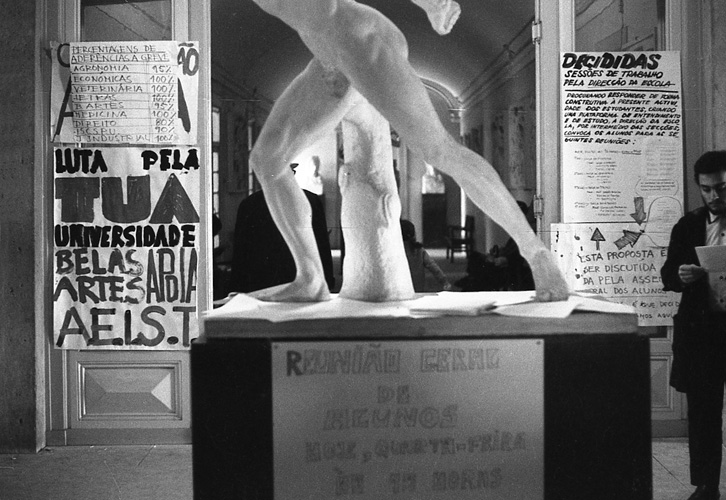
ESBAL (entrada); contestação estudantil, c. novembro 1968

### 1836–1974
No século XVI o ensino artístico sofre uma profunda reconfiguração. A partir de Alberti as artes deixam de ser vistas como uma atividade estritamente manual; Leonardo da Vinci aprofunda essa noção, considerando o desenho como cosa mentale, ligado portanto, em primeiro lugar, ao processo intelectual. É dentro desse quadro renovador que surgem as Academias, com o objetivo de transmitir não apenas as técnicas mas também formação teórica necessária aos futuros artistas.
Em Portugal o processo inicia-se com Filipe II, que cria a Aula do Risco do Paço da Ribeira em 1594; o ensino das artes percorre depois várias etapas, que conduzirão, em 1836, após a vitória das forças liberais de D. Pedro e de sua filha D. Maria II, à criação das Academias de Belas-Artes em Lisboa e no Porto (Decretos de 25 de Outubro e de 22 de Novembro respetivamente). Com funções honoríficas, culturais e pedagógicas, a Academia de Belas Artes de Lisboa foi instalada no antigo Convento de S. Francisco, Chiado, que nessa altura revelava ainda sequelas do devastador terramoto que arrasou a cidade de Lisboa em 1755 (é nesse vasto conjunto arquitetónico que ainda hoje está sediada a Faculdade de Belas-Artes da Universidade de Lisboa).
Nascida com um atraso de quase três séculos relativamente às academias quinhentistas fundadas em Itália e de dois séculos no que toca à Académie Royale de Peinture et Sculpture de Paris (1648), a Academia de Belas Artes de Lisboa tinha por objetivo «promover a civilização geral dos portugueses, difundir por todas as classes o gosto do belo», e também «proporcionar meios de melhoramento aos ofícios e artes fabris», atendendo assim pela primeira vez e de acordo com modelos internacionais, à qualidade artística dos «artefactos» de uma indústria que despontava. As várias vertentes do ensino – que abarcava os domínios do desenho, da pintura, da escultura e da arquitetura civil –, seriam asseguradas por docentes com aptidões e conhecimentos predominantemente modestos (muitos dos quais provenientes das obras do Palácio da Ajuda ), visto à época não existirem figuras de destaque no panorama artístico português em condições para exercer essas funções (a Domingos Sequeira, então muito diminuído e em termo de vida, seria apesar de tudo dado o título honorário de diretor da nova Academia).
Alguns anos mais tarde a situação tinha evoluído, acentuando-se a relação entre a elite da arte portuguesa e a Academia. Segundo Margarida Calado, a partir de meados do século XIX e até à implantação da República, os artistas portugueses mais destacados "estudaram e/ou foram docentes na Academia e Escola de Belas Artes".
Em 1862 a Academia passa a ser designada por Academia Real de Belas-Artes. Em 1881, uma reforma no ensino artístico ratifica algumas inovações curriculares entretanto introduzidas e é efetivada a separação entre a Escola de Belas-Artes de Lisboa, com fins didáticos, e a Academia Real de Belas-Artes propriamente dita, com fins culturais. As duas instituições permanecem, no entanto, estreitamente ligadas e o ensino mantém-se fiel a princípios académicos oitocentistas. Com a reforma de 1881 o ensino na Escola de Belas Artes passa a distribuir-se por vários cursos: o Curso Geral de Desenho, seis Cursos Especiais (Arquitetura Civil, Pintura Histórica, Pintura de Paisagem, Escultura Estatuária, Gravura a talho doce e Gravura em madeira), o curso Industrial ou de Belas Artes com aplicação às artes industriais (que pode considerar-se como um precursor dos cursos de Design) e ainda um curso noturno de Desenho para operários.
Na sequência da implantação do regime republicano, em 1911 a Academia é extinta, sucedendo-lhe o Conselho de Arte e Arqueologia (a Academia seria restaurada em 1932); é efetuada uma reforma do ensino na Escola de Belas-Artes, cujo regulamento seria publicado apenas em 1925, marcando a real efetivação da instituição. A reforma seguinte, de 1932, ocorre no momento de consolidação do Estado Novo e não introduz alterações de fundo no sistema pedagógico em vigor (que na essência permanece fiel a valores académicos), mas apenas uma reorganização curricular e novas regras de admissão, para a qual passam a ser exigidos títulos liceais e não apenas a instrução primária. É criado o Curso Superior de Arquitetura.
A partir de 10 de Junho de 1950 a Escola de Belas-Artes passa a denominar-se Escola Superior de Belas-Artes de Lisboa (ESBAL) sendo ministrados os cursos de Pintura, Escultura e Arquitetura. Em 1957 uma nova reforma iria criar grande expectativa nas pessoas ligadas à arte e à arquitetura; apesar das alterações introduzidas essa expectativa fica em parte frustrada, devido às "contradições inevitáveis dos programas e das mentalidades" num país distante dos grandes centros europeus e ainda alheio à vivência democrática.

### De 1974 até ao presente

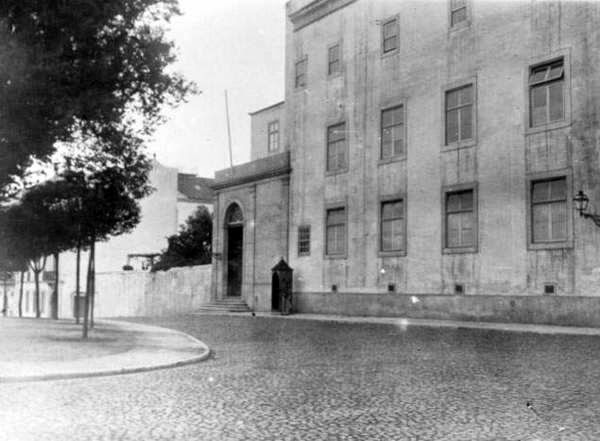
Escola de Belas-Artes de Lisboa, 1918

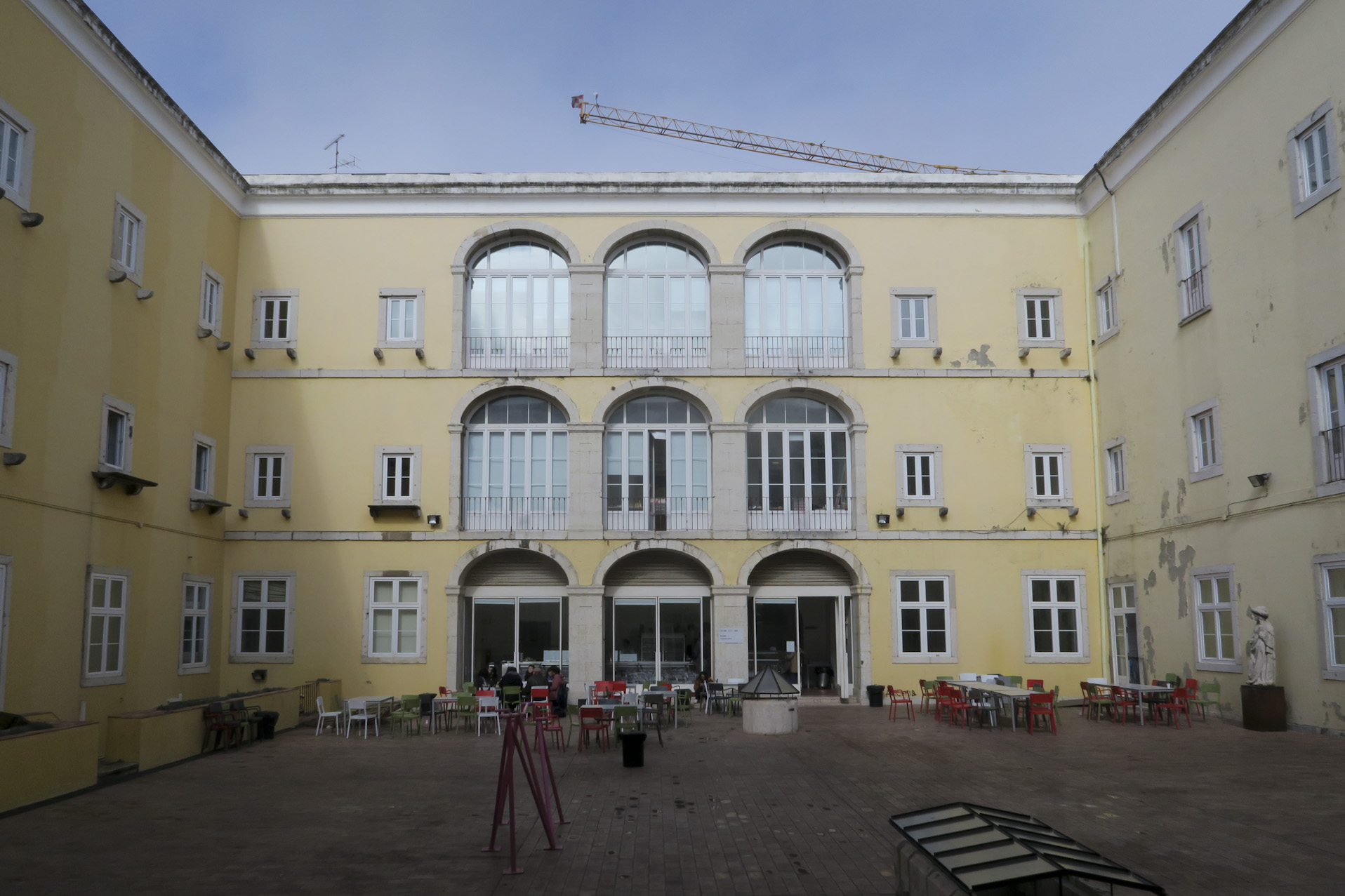
Pátio da FBAUL, 2018

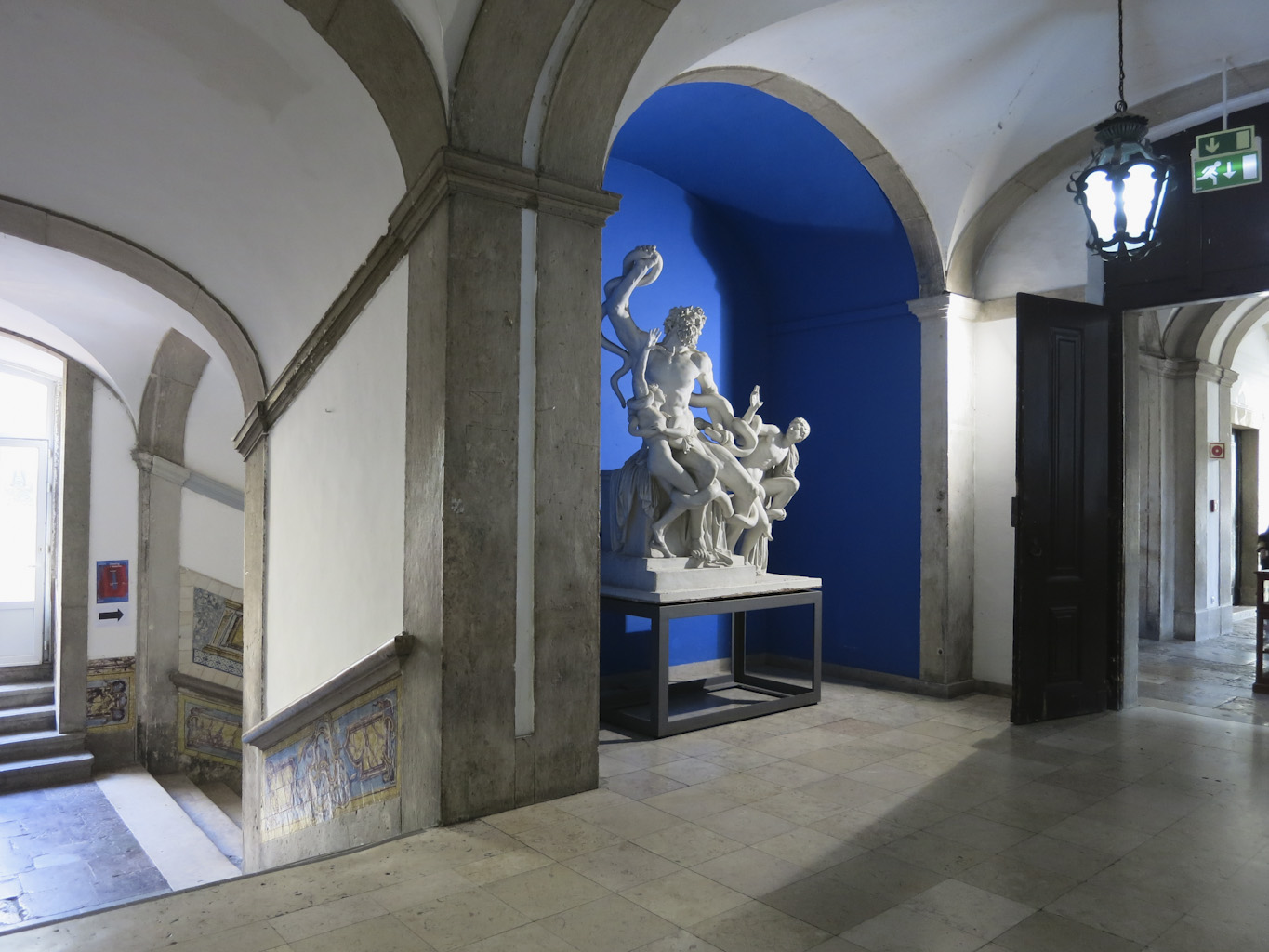
Piso de entrada, FBAUL, 2016

Em 1974, depois do 25 de Abril, inicia-se uma ampla reestruturação do ensino artístico nas Escolas Superiores de Belas-Artes de Lisboa e do Porto; nos anos que se seguem é levada a efeito uma reforma interna conjunta num esforço para melhor sintonizar o ensino artístico e da arquitetura com padrões contemporâneos. São criados os cursos de Design de Comunicação e Design de Equipamento, que vêm juntar-se aos de Pintura, Escultura e Arquitetura. A ESBAL passa a estar dividida em dois departamentos: de Artes Plásticas e Design e de Arquitetura. Em 1979 o departamento de Arquitetura separa-se definitivamente da ESBAL e é integrado na Universidade Técnica de Lisboa, como Faculdade de Arquitetura.
Em 1992 a ESBAL é integrada na Universidade de Lisboa, passando a denominar-se Faculdade de Belas-Artes da Universidade de Lisboa. Em 1994 e 2000 são criados na FBAUL os primeiros Cursos de Mestrado (em Teorias de Arte e em Pintura repetivamente). Com a revisão curricular realizada em 2004 a duração dos cursos é reduzida de 5 para 4 anos e é criada a Licenciatura em Arte Multimédia. Em 2008 uma nova revisão curricular irá adequar as anteriores licenciaturas e cursos de mestrado ao Processo de Bolonha; é criada a Licenciatura em Ciências da Arte e Património, os Mestrados em Anatomia Artística, em Arte Multimédia, em Ciências da Arte e do Património, em Design de Comunicação e Novos Media, em Design de Equipamento e em Escultura. No ano imediato entra em funcionamento o curso de doutoramento segundo o modelo de Bolonha. Em 2010 entra em funcionamento a licenciatura de Desenho e, em 2011, a licenciatura de Estudos Gerais (em parceria com a Faculdade de Letras e a Faculdade Ciências) bem como o mestrado em Património Público, Arte e Museologia. Em 2012 foi implementado o curso de mestrado em Ciências da Conservação, Restauro e Produção da Arte Contemporânea.
Com raízes na Academia de Belas-Artes fundada no século XIX, a Faculdade de Belas-Artes é hoje uma escola de ensino artístico vinculada à arte e ao design contemporâneos, com a permanente preocupação de ocupar um lugar atuante na cultura dos nossos dias. Tem como grande objetivo "desenvolver uma cultura artística atenta ao nosso tempo e implementar competências artísticas e de investigação nos campos da arte e do design que respondam aos desafios que a circulação globalizada do saber hoje requer".

## Impacto
Desde a fundação da Academia de Belas-Artes, o ensino das artes em Portugal sofreu uma profunda evolução. Lenta no início, revelando as fragilidades culturais de um país da periferia europeia e por isso distante dos grandes polos internacionais impulsionadores da renovação dos modos de ensinar e fazer arte, essa evolução viria a acelerar-se a partir do último quartel do século XX, colocando o ensino na FBAUL em linha com o presente. Apesar do prolongado desfasamento de aspetos essenciais do ensino praticado em Belas-Artes relativamente às vias mais avançadas do ensino e da cultura europeia e mundial, as sucessivas instituições que estiveram na origem da FBAUL e a própria Faculdade de Belas Artes da Universidade de Lisboa ocuparam sempre um espaço de referência a nível nacional, tendo sido frequentadas por muitos dos artistas, arquitetos e designers mais relevantes do panorama cultural português, alguns dos quais com importante projeção internacional.
Sucessivas gerações integraram os corpos docente e discente da Academia e da Escola de Belas-Artes e, mais recentemente, da Faculdade de Belas-Artes da Universidade de Lisboa. Dessa longa lista podem destacar-se, a título de exemplo, Silva Porto, José Luís Monteiro, Columbano Bordalo Pinheiro, José Malhoa, Veloso Salgado, Adriano de Sousa Lopes, Amadeo de Souza-Cardoso, Santa-Rita Pintor, Eduardo Viana, Abel Manta, Barata Feyo, Leopoldo de Almeida, Cassiano Branco, Porfírio Pardal Monteiro, Carlos Ramos, Francisco Keil do Amaral, Nuno Teotónio Pereira, Manuel Tainha, Sena da Silva, Daciano Costa, Júlio Pomar, António Dacosta, Jorge Vieira, Helena Almeida, Lourdes Castro, Gonçalo Byrne, Eduardo Batarda, Rocha de Sousa, Julião Sarmento, Ana Jotta, Pedro Cabrita Reis, Pedro Calapez, José Pedro Croft.